# San Nicolás Buenos Aires (kommun)
San Nicolás Buenos Aires är en kommun i Mexiko.   Den ligger i delstaten Puebla, i den sydöstra delen av landet, 170 km öster om huvudstaden Mexico City. Arean är 210 kvadratkilometer.
Terrängen i San Nicolás Buenos Aires är varierad.
Följande samhällen finns i San Nicolás Buenos Aires:
- San Nicolás Buenos Aires
- Miguel Hidalgo
- Pozo Guerra
- Benito Juárez